# Ásmegin
Ásmegin es una banda de folk metal / viking metal fundada en 1998 en Jevnaker, Oppland, Noruega. El nombre significa "Por el poder de los dioses" en nórdico antiguo. 
Las letras de la banda están escritas tanto en noruego como en nórdico antiguo e incluso en noruego antiguo, y algunas de sus canciones están inspiradas en el drama de Henrik Ibsen, Peer Gynt. Su último álbum de estudio, Arv, salió a la venta en noviembre de 2008.

## Miembros
- Erik Rasmussen - voz gutural, batería (2003—presente)
- Lars Fredrik Frøislie - teclados, piano, melotrón (2003—presente)
- Marius Olaussen - guitarra, bajo, mandolina, acordeón, melotrón, piano (1998—presente)
- Raymond Håkenrud - guitarra, bajo, voz, piano (2001—presente)
- Tomas Torgersbråten - bajo (1998—presente)

Antiguos miembros
- Bjørn Olav Holter - voz (2001—2003)
- Skule Jarl (Nordalv) - batería (1998—2001)
- Iving Mundilfarne - flauta, guitarra (1998—1999)
- Auðrvinr Sigurdsson - guitarra, voz (1998—2001)
- Anders Torp - batería (1999)
- Tommy Brandt - batería (2001—2007)
- Ingvild Johannesen (Sareeta) - voz, violín (2003—2007)
- Lars Nedland - voz limpia

## Discografía
Álbumes de estudio
- 2003: Hin Vordende Sod & Sø
- 2008: Arv

Demo
- 1999: Naar Rimkalkene Heves